# Sangolquí
Sangolquí – miasto w północnym Ekwadorze, w prowincji Pichincha. Stolica kantonu Rumiñahui. Ośrodek przemysłu spożywczego. Przez miejscowość przebiega Droga Panamerykańska E20.